# Sisyrinchium caespitificum
Sisyrinchium caespitificum är en irisväxtart som beskrevs av Friedrich Fritz Wilhelm Ludwig Kraenzlin. Sisyrinchium caespitificum ingår i släktet gräsliljor, och familjen irisväxter. Inga underarter finns listade i Catalogue of Life.